# Kuća Oktavija Kvarciona
Kuća Oktavija Kvarciona (stari naziv Kuća Loreja Tiburtina) poznata je po dobro očuvanim umjetničkim djelima, uglavnom na zidnim slikama, kao i po velikim vrtovima.
Nalazi se u rimskom gradu Pompejima i s ostatkom Pompeja sačuvana je vulkanskom erupcijom Vezuva u listopadu 79. godine.

## Položaj
Adresa u Pompejima je II, 2, 2-5, a nalazi se na Via dell'Abbondanza (ili Ulici obilja), jednoj od najprosperitetnijih ulica u Pompejima, u blizini palestre i amfiteatra. Dio Via dell'Abbondan uz kuću je bio zatvoren za promet kolima u davna vremena.

## Ime
Ime ove kuće pogrešno je izvedeno iz izbornih grafita urezanih u vanjsku fasadu, neki s porukom Glasajte za Loreja, a drugi Glasajte za Tiburtina. Zapravo, posljednji poznati vlasnik kuće bio je čovjek po imenu Oktavije Kvarcion (Octavius Quartio) čiji je brončani pečat pronađen u kući tijekom iskapanja. Neki povjesničari ovu kuću nazivaju Kućom Oktavija Kvarciona.

## Iskopavanja
Kuću je otkrio i iskopao između 1916. i 1921. Vittorio Spinazzola, nadzornik Pompeja u periodu 1911. – 1923. Daljnja arheološka iskopavanja provedene su 1933. i 1935. pod nadzorom Amedea Maiurija. Posljednja iskapanja 1971. godine nadzirao je Alfonso De Francisci.

## Povijest
Dvije izvorne građevine spojene u ovu raskošnu rezidenciju izvorno su izgrađene tijekom Samnitskog razdoblja oko 3. stoljeća pr. Kr. Domus je prije potresa 62. godine pokrivao cijelu insulu i imao je dva atrija i dva ulaza. Nakon potresa, dio kuće (II 2, 4) je prodan drugom vlasniku i odvojen. Smatra se da su u to vrijeme dovršeni i arkadna terasa (lođa) i veliki vrt koji je proširio područje na oko 1800 četvornih metara. Povjesničar umjetnosti John R. Clarke smatra da je prošireni vrtni prostor možda korišten u komercijalne svrhe, "poput onoga njegovog susjeda dva bloka istočnije, imanja Julije Felice, citirajući Wilhelminu Jashemski.

## Raspored i dekoracija
Vanjski zidovi kompleksa sastavljeni su od opus incertum (kamena šuta ugrađena u beton) sa stupovima od kamena, osim najistočnijeg kuta koji je građen opus vittatum mixtum (kombinacija opeke i kamenih blokova). Glavni ulaz flankiran je s dvije trgovine, Caupona Astylusa i Pardalusa (II 2,1), s ostacima pulta za posluživanje hrane i stepenicama za gornji kat, te Caupona Athictusa. Ova radnja imala je samo prodajni pult od drveta koji je ostavio trag ispod ožbukanog istočnog zida. Smatra se da su ti prostori trgovina nekoć bili dio kuće, ali su na kraju odvojeni od glavne građevine i iznajmljeni ili prodani budući da su obje trgovine imale ulaz u atrij glavne kuće na II 2,2. Trgovina Athictus također je imala vrata koja su vodila u sobu 3 (plava).
Unutrašnjost kuće prilično je ujednačena u svojoj organizaciji i odgovara standardu većeg dijela rimske arhitekture tog vremena. Nažalost, dio izvornog integriteta kuće bio je ugrožen prije erupcije Vezuva u potresu 62. godine i savezničkih bombardiranja 1943. tijekom Drugog svjetskog rata.
Fauces (ulaz) na II 2,2 otvara se u pravokutni atrij s impluvijem u sredini. Ovaj bazen skupljao je kišnicu kroz rupu na krovu koju su koristili vlasnici kuće. Kasnije je prenamijenjen u fontanu okruženu biljkama. Ovaj dio rezidencije pretrpio je veliku štetu zbog izloženosti vremenskim nepogodama nakon iskopavanja 1916., kao i štete od savezničke bombe 1943. godine. Sa stražnje strane atrija, kućni tablinum (g) zamijenjen je malim pseudoperistilom sa stupovima. Stupovi su u podnožju obojani crvenom bojom, a iznad bijelom bojom. Iako izblijedjeli, zidovi još uvijek nose dokaze slika u četvrtom stilu s crnim pločama odvojenim žutim stupovima iznad crvenog dadoa. Na istočnom zidu su izrazito izblijedjeli ostaci slike na ploči, ali je toliko oštećena da se predmet više ne može uočiti.
Patronatski odnosi počeli su se razvijati tijekom kasne Republike. Pokroviteljstvo se sve više protezalo nad cijelim zajednicama, bilo na temelju političkog dekreta, dobročinstva pojedinca koji postaje pokrovitelj zajednice ili tako što je zajednica formalno usvojila pokrovitelja. Ovo može objasniti eliminaciju formalnog tablinuma.
Niz soba koje graniče s atrijem također su u lošem stanju:
U sobi 3 (plava) od ukrasa je ostao samo mali komad štukature. Sadrži ono što je Spinazzola opisao kao peć (muffola) za pečenje i glaziranje malih vaza/lonaca. Upravo u ovoj prostoriji pronađen je pečatni prsten D. Oktavija Kvarciona.
Soba 4 (plava), djelomično uništena u bombardiranju 1943., nema nikakvih ukrasa. Pretpostavlja se da je to bio triklinij. Isto tako, sve što je ostalo od sobe 5 (plava) su goli zidovi. Ipak, to je ulaz u ono što se smatra nužnikom 6 (plavo). Prostoriji 7 (plava), također bez ukrasa, pristupa se kroz sobu 5 (plava).
U prostoriji "a", sa žutom središnjom zonom s crnim dadoom, nekoć se nalazila ploča s prikazom Europe i bika, dva medaljona s jednim posebno lijepim portretom za koji se smatralo da je vlasnikova kći, te oslikana imitacija prozora što je dokumentirano fotografijom iz 1930. godine. Svi su uništeni u jednom od bombardiranja 1943. godine.
Ala "b", relativno velika prostorija ukrašena u četvrtom stilu s crvenim pločama na tamnoplavom tlu s lebdećim figurama vojnika, preživjela je, iako je ozbiljno izblijedjela od izloženosti.
Prostorija "c", za koju se smatra da je bila još jedan triklinij sa žutim pločama obrubljenim crveno, također je oštećena i izblijedjela zbog izloženosti nakon iskopavanja.
Sačuvan je mali oekus "d", također ukrašen u četvrtom stilu, koji prikazuje arhitektonske građevine i krajolike u krugovima na bijeloj podlozi. Soba "e" uspjela je zadržati fragmente svojih crno-bijelih podnih mozaika i pano slike scene lova uokvirene girlandama na žutoj podlozi. Smatra se da su ove dvije prostorije oslikane u radionici koja se nalazi na Via di Castricio.
Soba "f" na zapadnoj strani pseudoperistila je oecus ukrašen u četvrtom stilu s bijelim temeljnim pločama obrubljenim cinober crvenom bojom iznad crnog dadoa s egipatskim i kultnim motivima. Među portretiranim figurama su Bakhus s njegovim tirsom i Izidin svećenik sa sistrumom,koji vjerojatno prikazuje vlasnika. Ispod njega je natpis "Amisusius Loreius Tiburtinus". Ovo je dodatak izbornim sloganima koji se odnose na Tiburtina koji se nalaze na vanjskom pročelju kuće.
Nad jednim od slikanih arhitektonskih objekata nalazi se biga (dvoprežna kola). Tu su i kružnice koje prikazuju menade i satire. Slike Dijane kako se kupa na jugu i Akteon kojeg su napali njegovi psi na sjeveru sugeriraju da je soba korištena kao sacellum za znanstvenike koji su provodili dijagnozu štete na lokaciji za projekt Piano della Conoscenza-Grande Progetto Pompei 2016. godine. Finski znanstvenik, Ilkka Kuivalainen, slaže se, tvrdeći da prisutnost Bakha jasno ukazuje na kultne svrhe. No, kuratori stranice ne misle da je soba korištena u vjerske svrhe. Na stranicama navode:
„Ono što se na prvi pogled čini strogim spominjanjem božice Izide i njezina kulta nije ništa drugo nego dokaz egzotičnog ukusa, posve svjetovnog, isključivo ukrasnog karaktera, koji je karakterizirao novu vladajuću klasu koja se formirala u ranih desetljeća carstva."
Ova prostorija je također oštećena u bombardiranju, a zatim djelomično restaurirana od fragmenata štukature. Slike su pripisane radionici Vetii.
Prostorija "h", prostrani triklinij, još uvijek je zadržala velik dio svojih fresaka, iako fragmentarno. Dvije ploče sa slikama kontinuirano su oslikane po sobi. Uža donja ploča prikazuje scene Ahileja i Ilijadu prošarane simuliranim mramornim pločama, uključujući Tetidu koja Ahileju daje oružje koje je iskovao Hefest, Patrokla, odjevenog u Ahilejev oklop, borbu iz vozila na kotačima, Patroklov pogreb, boksački meč u sklopu igara održanih u čast Patrokla, a Automedon sprema kola za Ahileja. Na krajnjem istočnom kraju je ikonična scena Ahileja koji vuče Hektorovo tijelo za svojim kolima, praćena slikama Prijama predvođenog Hermesom kako vozi kola iz Troje i ulazi u grčki tabor i klečećeg kralja Prijama koji moli Ahileja za Hektorovo tijelo .
Šira gornja ploča prikazuje scene iz mita o Heraklu koji uključuju Telamona i Laomedonta. Telamon, otac grčkog heroja Ajanta Velikog, bio je jedan od Argonauta i prijatelj Herakla koji mu je pomagao u njegovim pohodima protiv Amazonki i njegovom napadu na Troju. Laomedon je u to vrijeme bio kralj Troje i otac Podarca, kasnije preimenovanog u Priama. Kada je Heraklo opsjedao Troju, Telamon je prvi probio zid i ušao u grad (prva slika - Telamon prilazi kralju Laomedonu). Heraklo je ubio Laomedonta (sljedeći panel) i dodijelio Laomedonovu kćer Telamonu kao ratnu nagradu (treći panel - vjenčanje Telamona i Hesione).

### Vrtovi
Kuća je posebno poznata po svojim prostranim vrtovima i vanjskim ukrasima, uključujući dva okomita euripija, vodena kanala nazvana po tjesnacu Evripos između Eubeje i glavnog grčkog poluotoka. Ti kanali s fontanama bili su središte mnogih freski i kipića.
Izvor vode za ove opsežne vodene značajke osiguravala je rešetka olovnih cjevovoda koje je opskrbljivao castellum plumbeum, rezervoar obložen olovom na sjeverozapadnom kutu otočića, dio prilično složenog tlačnog sustava vode koji je funkcionirao s lokalnom vodom kule. Oko 27. godine prije Krista, Pompeji su povezani s novim akvaduktom Aqua Augusta koji je vodio od Sante Lucia di Serino do Misenuma. Voda je tekla u castellum divisorium, distribucijsku stanicu na najvišoj točki grada u blizini Vezuvskih vrata. Zbog značajnih visinskih razlika koje su uzrokovale neželjene varijacije tlaka u vodovodnom sustavu, izgrađen je niz vodotornjeva za reguliranje tlakova u različitim četvrtima unutar grada. Od njih je 14 iskopano, a toranj 6 pronađen je na uglu ulica II, 2,1 na raskrižju Via dell'Abbondanza i Vicolo di Octavius Quartio.
Gornji eurip (i), koji se proteže od istoka prema zapadu, bio je obrubljen sa šest postolja za koja se smatralo da podupiru kipove muza. Međutim, samo jedna od Polihimnije i jedna od Mnemozine su pronađene i trenutno se nalaze u arheološkom muzeju u Napulju. Međutim, reprodukcija Mnemozine sada se može vidjeti na licu mjesta. Ostale skulpture pronađene u gornjem Euripusu uključuju glavu mladog Dioniza, lava koji jede jelena, sfingu, još jednog lava, žensku kazališnu masku, lovačkog psa koji napada lane i malog Herkula koji davi zmiju.
Sjeverni zid gornjeg euripusa bio je oslikan scenom lova velikih mačaka, uključujući leoparda i antilopu.
Na zapadnom kraju vodenog kanala nalaze se izblijedjele freske Dijane kako se kupa i Akteona kojeg napadaju njegovi vlastiti lovački psi koji okružuju vrata u prostoriju (f), prostor za koji neki znanstvenici misle da je služio kao sacellum.
Na istočnom kraju gornjeg euripusa izgrađen je ljetni biklinij (k) s dva zidana ležaja s obje strane vodenog elementa. Edikula je u središtu stražnjeg zida okružena freskom Narcisa koji se divi svom odrazu u bazenu i samoubojstvu Pirama i Tizbe. Telamon u obliku klečećeg satira sada je smješten unutar edikule na temelju sugestije Spinazzole, koji je bio izvorni iskopavač, ali danas nema dokaza o cjevovodima za njegovu upotrebu kao bazu fontane. Na ovom mjestu pronađena je i skulptura riječnog boga.
Posebno značajan nalaz na jednom od kauča ljetnog biklinija bio je jedini poznati potpis umjetnika u Pompejima: "Lucius pinxit" ili "Naslikao Lucije".
Donji euripus teče od sjevera prema jugu i prepolovljuje prostrani vrt s voćkama, druge sjenovite flore i akantusa (l) posađenih u redove s pergolama. Na mjestu sjecišta s gornjim euripom stoji tetrastilni hram ukrašen polikromnom štukaturom. Osnova mu je vodoskok s polukružnim česticama s okomitim mlazom u središtu.
Kraći sjeverni kraj donjeg euripusa završava nimfejem sa stupovima sa stepenastom fontanom. Mramorna skulptura Kupida koji drži kazališnu masku pronađena je iznad stuba fontane 1920. godine. Rana fotografija prikazuje zidove nimfeja s freskama s golom Dijanom u njezinoj kupki s lijeve strane i Akteonom s desne strane, s krajolikom na bočnom zidu. Te su slike sada jedva primjetne zbog izloženosti.
Neposredno ispod središnje točke donjeg euripusa nalazi se bazen s četvrtastom fontanom u središtu s četiri niza mramornih stepenica sa svake strane koje proizvode kaskade vode iz središnjeg mlaza. Dvanaest postolja možda su nekada držala ukrasne kipove. Nekada je bila pokrivena pergolom obješenom o četiri stupa koja je u međuvremenu uklonjena.
Blizu južnog kraja donjeg euripusa nalazi se mali paviljon s četiri stupa ukrašen reljefom od štukature koji prikazuje labudove, lišća akantusa lišće i cvijeće na crvenoj pozadini.
Donji euripus završava trećim bazenom. U blizini zida na južnom kraju pronađena je statua Hermafrodita. Stražnja vrtna vrata nalaze se preko puta ulaza 7 palestre s natatio (bazenom) jugozapadno od amfiteatra.

## Galerija
- Diana se kupa, na zapadnom kraju euripusa
- Akteona napadaju njegovi lovački psi
- Akteonovi psi
- Freska Narcisa u ljetnom bikliniju
- Samoubojstvo Pirama i Tizbe
- Kapitol stupa u ljetnom bikliniju
- Današnje biljke u vrtu
- Štukatura na malom paviljonu na južnom kraju donjeg euripusa
- Stepenasta fontana blizu sredine donjeg euripusa
- Kupidon s kazališnom maskom pronađen u nimfeju
- Roundel s glavama satira u prostoriji f
- Triklinij oslikan freskama s prizorima Herakla, Ahileja i Troje
- (L-R) Telamon i Laomedon, Heraklo se bori s Laomedonom, kraljem Troje, te Hesiona i Telamon
- Mogući sacelum (f) s lebdećom figurom Izidinog svećenika
- Soba (e) s pločom scene lova
- Krupni plan slike sa scenom lova
- Kip Hermafrodita pronađen u blizini južnog zida

## Vanjske poveznice
- 4K obilazak kuće Oktavija Kvarciona
- Ondje pronađena animirana rekonstrukcija i skulptura kuće Oktavija Kvarciona (video)
- Virtualna rekonstrukcija kuće Oktavija Kvarciona (video)
- Castellum Divisorium u Pompejima Stephen Ressler, PE, Ph.D.